# دين بوتير
دين بوتير (2 مايو 1970 في نيوزيلندا - ) (بالإنجليزية: Dean Potter)‏ هو لاعب كريكت نيوزلندي.

## وصلات خارجية
- دين بوتير على موقع إي آس بي آن كريك إنفو (الإنجليزية)